# Frühlingsstürme im Herbste des Lebens
Frühlingsstürme im Herbste des Lebens ist ein deutsches Stummfilmmelodram aus dem Jahre 1918 von und mit Fern Andra.

## Handlung
Nach dem Tod ihres Vaters wird die junge Comtesse von Hagen von dessen Jugendfreund Joseph Königswart bei sich aufgenommen. Der Baron lebt mit seiner Cousine und deren Sohn unter einem Dach. Bald hat sie den beiden Männern den Kopf verdreht. Die Avancen des jungen Reinhold weist sie zurück, während Baron Joseph sich wegen seines fortgeschrittenen Alters nicht traut, ihr seine Gefühle für sie zu gestehen. Und das, obwohl die Comtesse ebendiese Gefühle erwidert.
Reinholds Mutter ist in zunehmendem Maße eifersüchtig, da sie als bislang einzige Frau im Hause nicht mehr die erste Geige spielt. Daher beschuldigt sie die junge Frau des Diebstahls. Zutiefst erschüttert von dieser ungeheuerlichen Anschuldigung, sieht die Gräfin nur noch einen für sie als Adelige angemessenen und standesgemäßen Ausweg: sie will sich erschießen – passenderweise im hauseigenen Jagdpavillon. Doch die junge Dame zielt nicht genau und verwundet sich nur. Joseph eilt zu ihr, erklärt sich und verlobt sich mit der Comtesse.

## Produktionsnotizen
Frühlingsstürme im Herbste des Lebens wurde Mitte 1918 gedreht, im August 1918 zensuriert und mit Jugendverbot belegt. Die Uraufführung fand am 22. August 1918 im Berliner Marmorhaus statt. Der fünfaktige Film besaß eine Länge von 1613 Metern.

## Kritik
In Paimann’s Filmlisten ist zu lesen: „Stoff, sehr gut. Photos und Szenerie recht gut. Spiel ausgezeichnet.“

„Andras filmische Rührstücke, die mit Vorliebe in der Welt des Adels oder im Zirkusmilieu angesiedelt waren, fanden während des 1. Weltkriegs ein dankbares Publikum und trugen so ergreifende Titel wie Ernst ist das Leben, Es fiel ein Reif in der Frühlingsnacht und Der Seele Saiten schwingen nicht.“